# Cranbrook Educational Community
Die Cranbrook Educational Community (kurz Cranbrook oder CEC), ein National Historic Landmark der Vereinigten Staaten, ist eine renommierte Bildungseinrichtung, die Anfang des 20. Jahrhunderts von dem Zeitungstycoon George Booth gegründet wurde.
Der Campus befindet sich in Bloomfield Hills, einem reichen Vorort von Detroit, und besteht aus den angesehenen Cranbrook Schools, der Kunsthochschule Cranbrook Academy of Art, dem Cranbrook Art Museum, dem Cranbrook Institute of Science, dem bei Touristen beliebten Cranbrook House and Gardens sowie der Kirche Christ Church Cranbrook.
Der 129 Hektar große Campus entstand aus einer 70 Hektar großen Farm aus dem Jahre 1904. Der Name Cranbrook stammt von Cranbrook in Kent, England dem Geburtsort des Vaters des Gründers.
Cranbrook ist berühmt wegen seiner Architektur, der Bauart des Arts and Crafts Movement. Die Kunstakademie Cranbrook gehört zu den bedeutendsten auf dem amerikanischen Kontinent. Die Cranbrook Kingswood Upper School (Klassen 9–12) ist eine der renommiertesten sekundären Bildungseinrichtungen in den Vereinigten Staaten und wird deshalb oft in Anlehnung an die Eliteschule Eton College in England als „Amerikanisches Eton“ bezeichnet. Die Architekten des Campus waren Albert Kahn und Eliel Saarinen. Die anerkannten Künstler Carl Milles und Marshall Fredericks haben außerdem einen großen Teil zu der großen Vielfalt an Skulpturen auf dem Campus beigetragen.
Die gesamte Cranbrook Educational Community hatte 2007 ein Vermögen von fast einer Milliarde Dollar, die Cranbrook Schools gehören mit ihrem Stiftungsvermögen und großem jährlichen Etat zu den reichsten Schulen der USA.
Der Architektur-Kritiker Paul Goldberger von der New York Times bezeichnete den Cranbrook-Campus als einen der schönsten in ganz Amerika.

## Geschichte
Im Jahre 1915 öffneten der Zeitungstycoon George Booth und seine Frau Ellen einen Teil ihres Besitzes der Öffentlichkeit mit dem Bau eines griechischen Theaters, das heute noch für Aufführungen der Upper School benutzt wird. 1920 wurde mit dem Bau einer sekundären Bildungseinrichtung für Jungen bekommen, damals Cranbrook School for Boys genannt, die 1927 den Lehrbetrieb aufnahm. Der Name „Cranbrook“ ist der Geburtsort des Vaters von George Booth in Kent, England.
Die Schule wurde vom finnischen Architekten Eliel Saarinen entworfen, der auch weiterhin mit dem Bau der Kingswood School for Girls Akzente des Arts and Crafts Movement setzen konnte, welches sich seit dem 19. Jahrhundert aus England nach Nordamerika ausbreitete. 1932 wurde dann mit dem Bau der Cranbrook Academy of Art zwischen Cranbrook School und Kingswood School, sowie dem Cranbrook Art Museum begonnen.
Weiterhin entstanden Brookside (ein Kindergarten und eine Grundschule bis zur fünften Klasse); eine geschlechtergetrennte „mittlere“ Schule (Middle School) für Jungen bzw. für Mädchen der Klassen 6–8. Die Cranbrook School for Boys, die Kingswood School for Girls (beide Klassen 9–12), die beiden Middle Schools und die Brookside School waren eigenständige Schulen bis 1970 beschlossen wurde sie unter der Bezeichnung Cranbrook Schools zusammenzufassen.

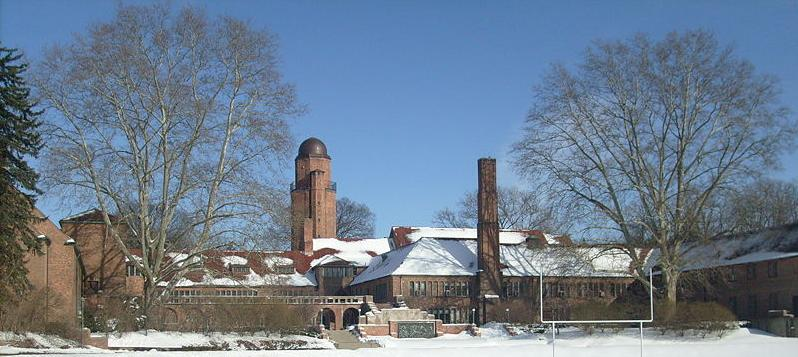
Gebäude auf dem Campus

Der Begriff Cranbrook wird auch im Alltag kontradiktorisch verwendet. Cranbrook kann die Gesamtheit des Campus mitsamt allen seinen Einrichtungen bedeuten, jedoch auch und vor allem die Cranbrook Kingswood School (die Upper School für die Klassen 9–12), die aus der ehemaligen Cranbrook School for Boys und der Kingswood School for Girls hervorgegangen ist und die ältesten Gebäude des Campus darstellen. Die Brookside School (Kindergarten bis fünfte Klasse) und die Cranbrook Kingswood School (Klassen 9–12) sind heute koedukativ, während die Middle Schools (Klassen 6–8) geschlechtergetrennt geblieben sind.
Eine vollständigere Chronik der Cranbrook Educational Community finden sich in Bishop Eckerts „The Campus Guide: Cranbrook“ und Elizabeth C. Clark's „Beside a Lake“.

## Cranbrook Schools
Im Jahre 1984 wurden die Cranbrook School for Boys und die Kingswood School for Girls zur koedukativen Cranbrook Kingwood School zusammengelegt. Meistens wird die Schule nur CK oder einfach Cranbrook genannt.
Viele der Programme der Cranbrook Upper School haben Preise gewonnen. Besonders hervorzuheben ist hier das Department of Technology das als eine der ersten Schulen in den Vereinigten Staaten Smartboards in allen Klassenzimmern einführte und wegweisend für die Benutzung neuer Medien, wie z. B. Moodle in der Schule war.
Die Schülerzeitung The Crane Clarion gehört nach der Columbia Scholastic Press Association zu den besten in den Vereinigten Staaten.
Weiterhin unterhält die Cranbrook Kingswood Upper School (Klassen 9–12) eines der härtesten Auswahlverfahren aller Privatschulen der USA, so kommt statistisch nur eine Zusage auf acht Bewerber.
Des Weiteren beheimatet die Schule eine relativ hohe Anzahl Schüler aus aller Welt.
Im Jahr 2007 betrug der Anteil dieser sog. International Students 11 %, darunter der Tradition nach immer vier sog. ASSIST-Stipendiaten aus Europa.
Besondere Wichtigkeit wird der erfolgreichen Bewerbung an herausragenden Amerikanischen Colleges beigemessen, so immatrikulieren sich viele der CEC-Alumni an der Harvard University, Yale University, Princeton University, der Stanford University, dem Massachusetts Institute of Technology, der Columbia University, der University of Chicago, der University of Michigan sowie an der University of Southern California.

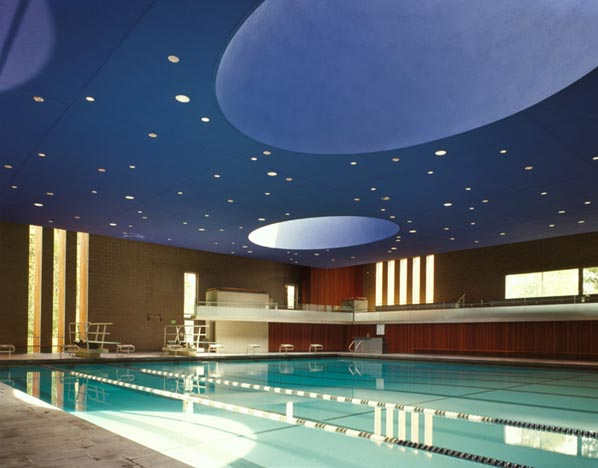
Das Schwimmbad der Cranbrook Schools
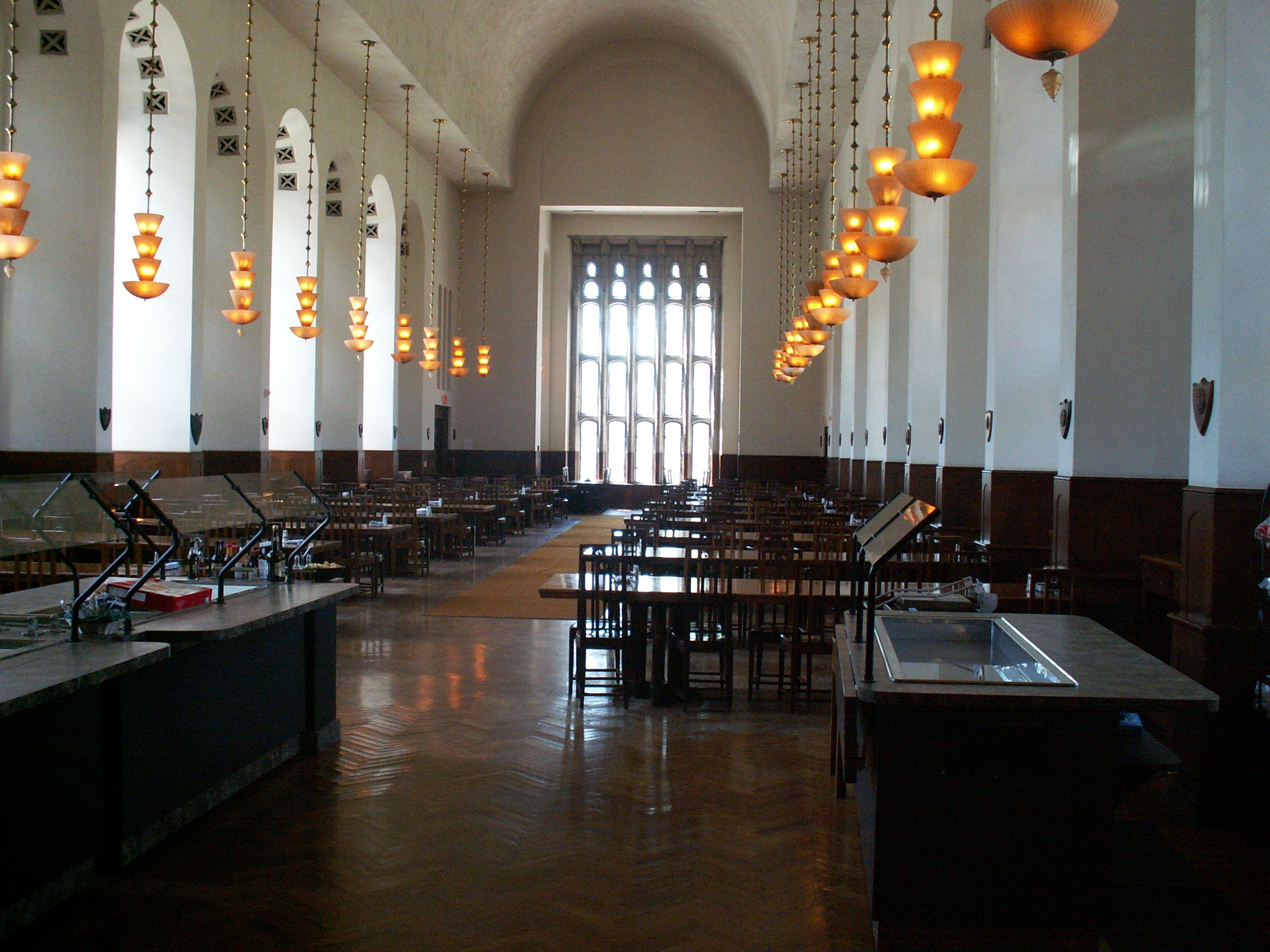
Dining Hall im Inneren
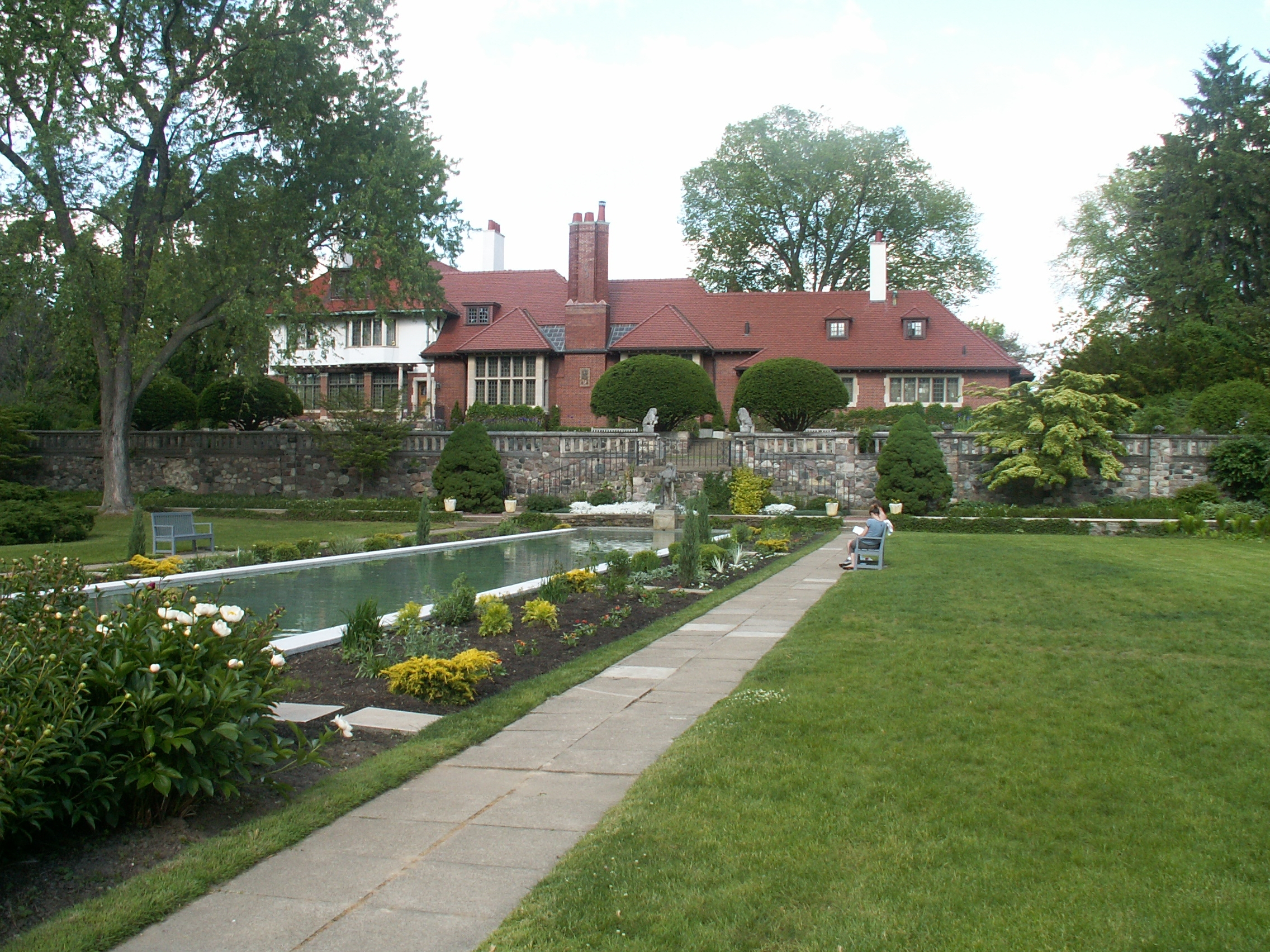
Cranbrook House and Gardens
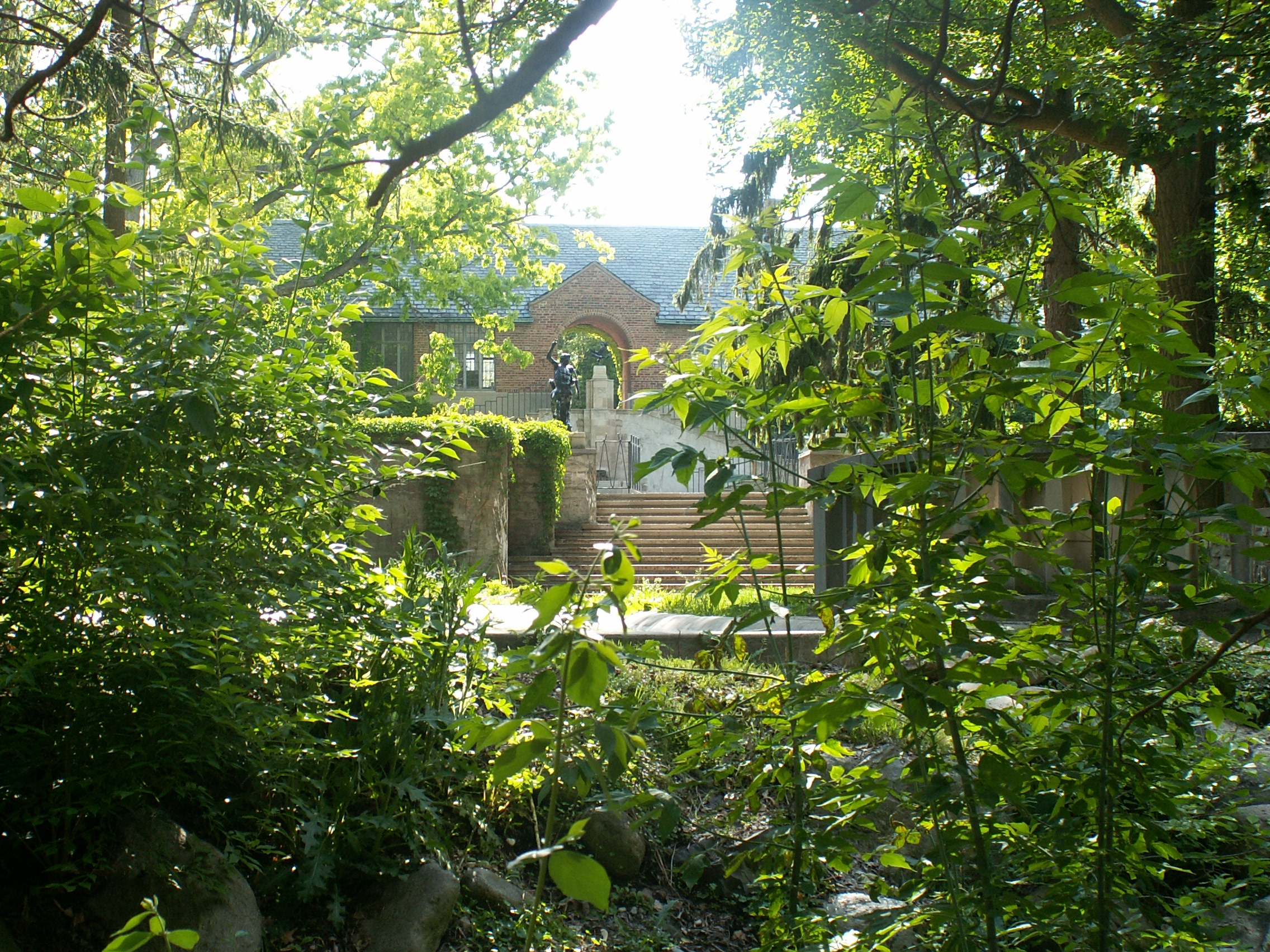
Gärten bei dem Art Museum
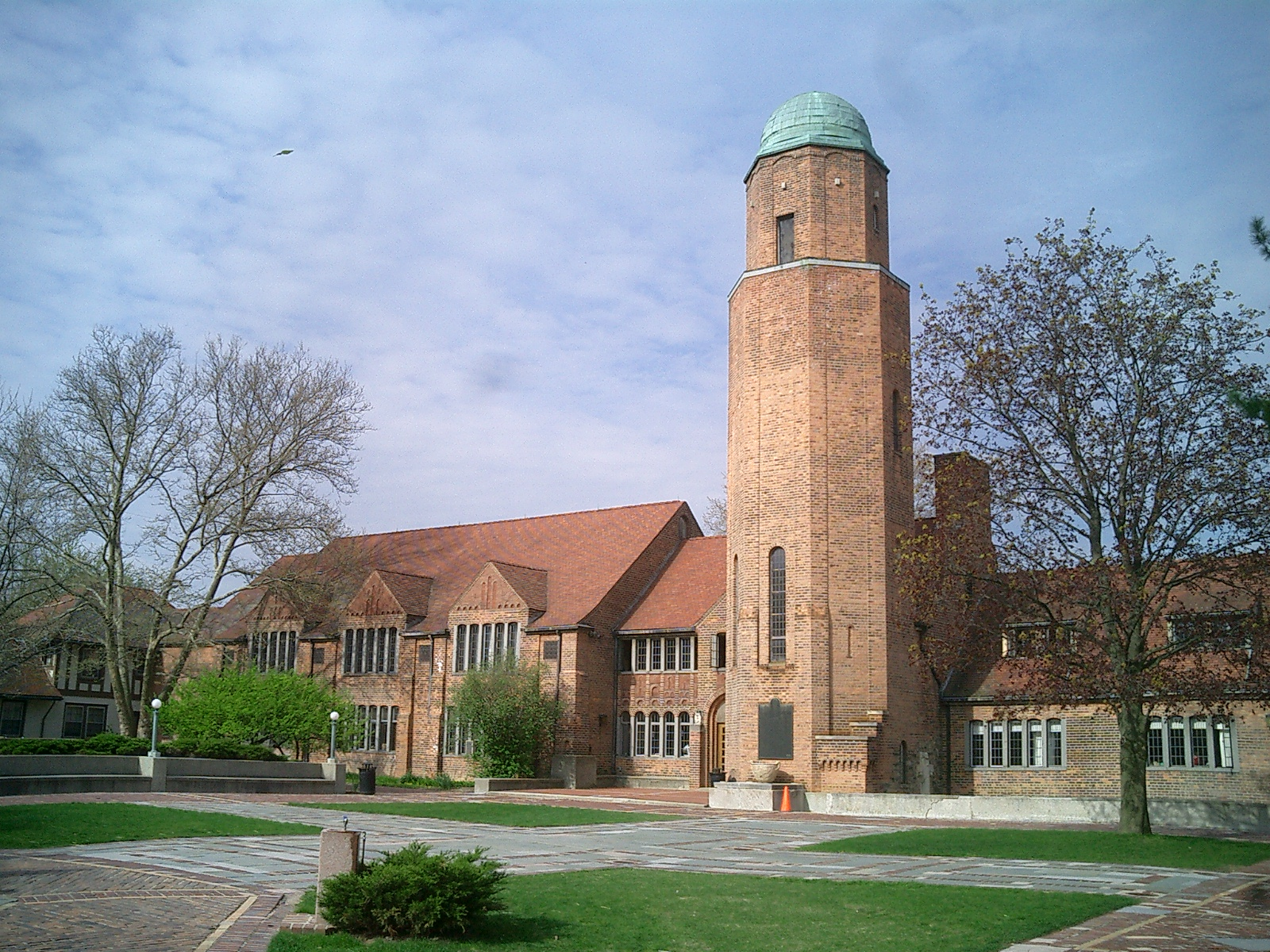
Cranbrook School
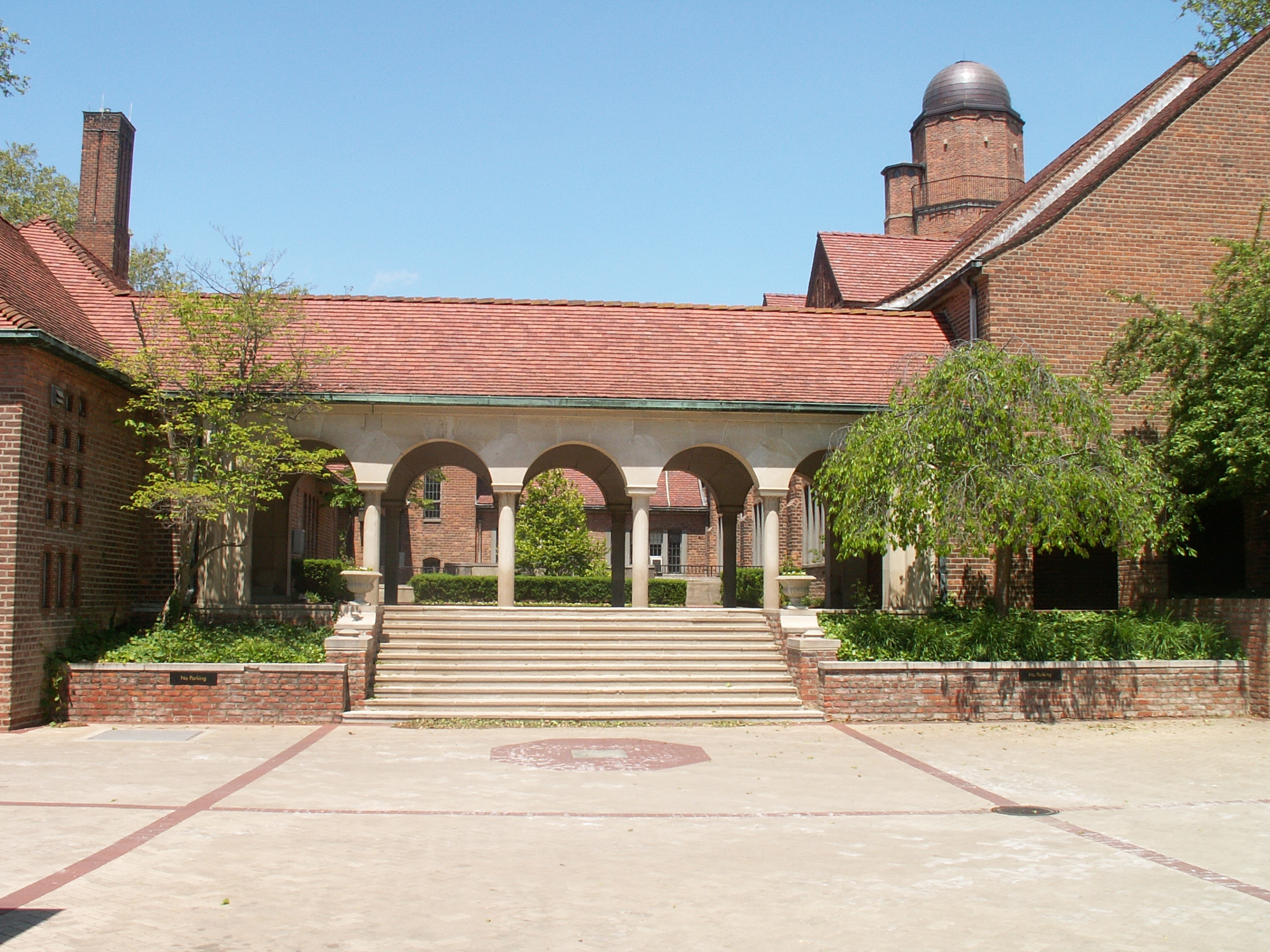
Cranbrook School
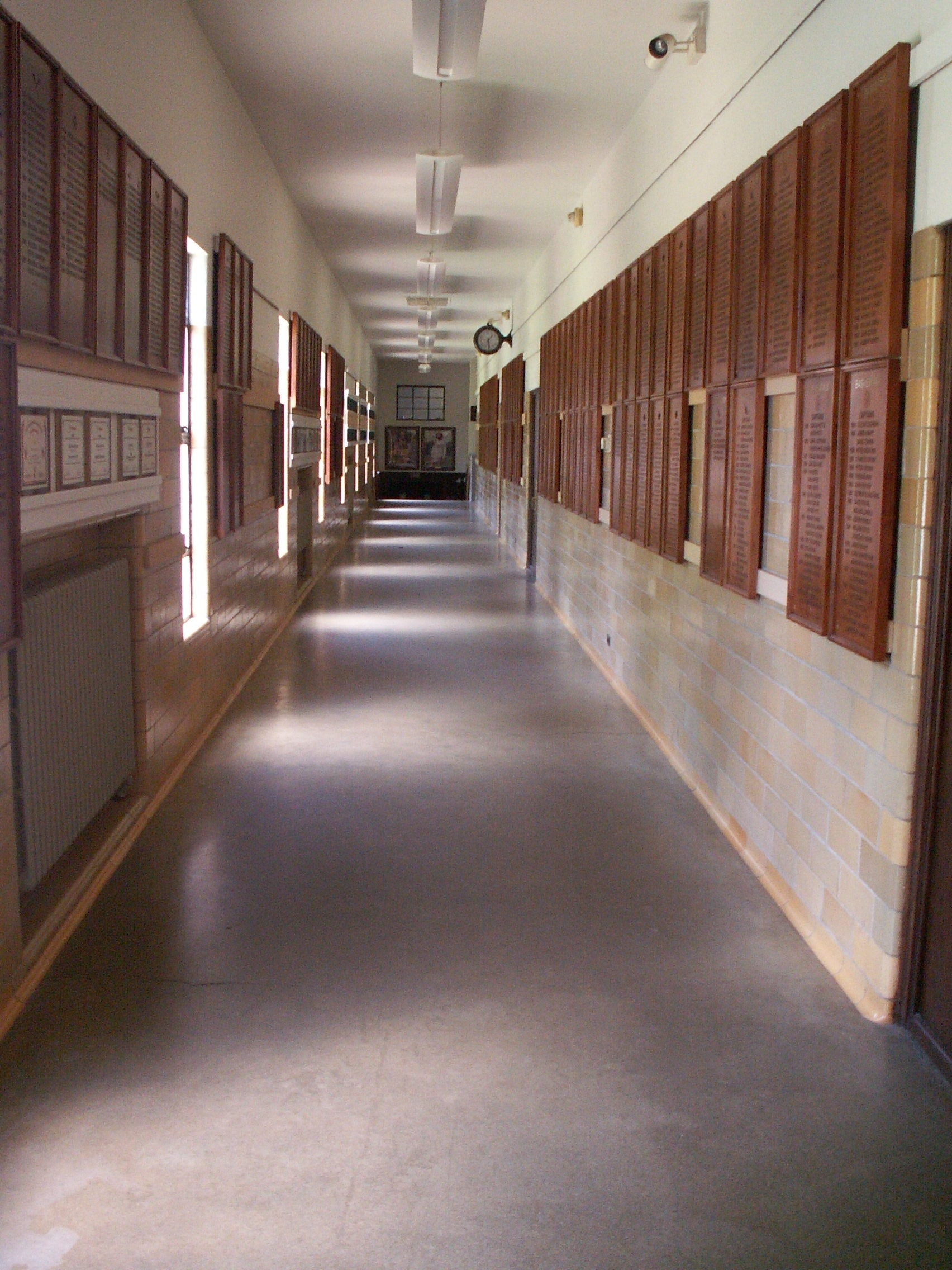
Trophy Room
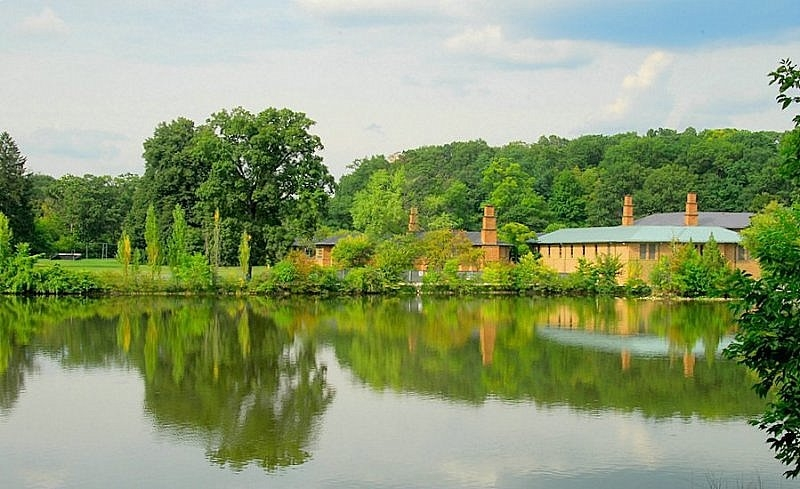
Kingswood School
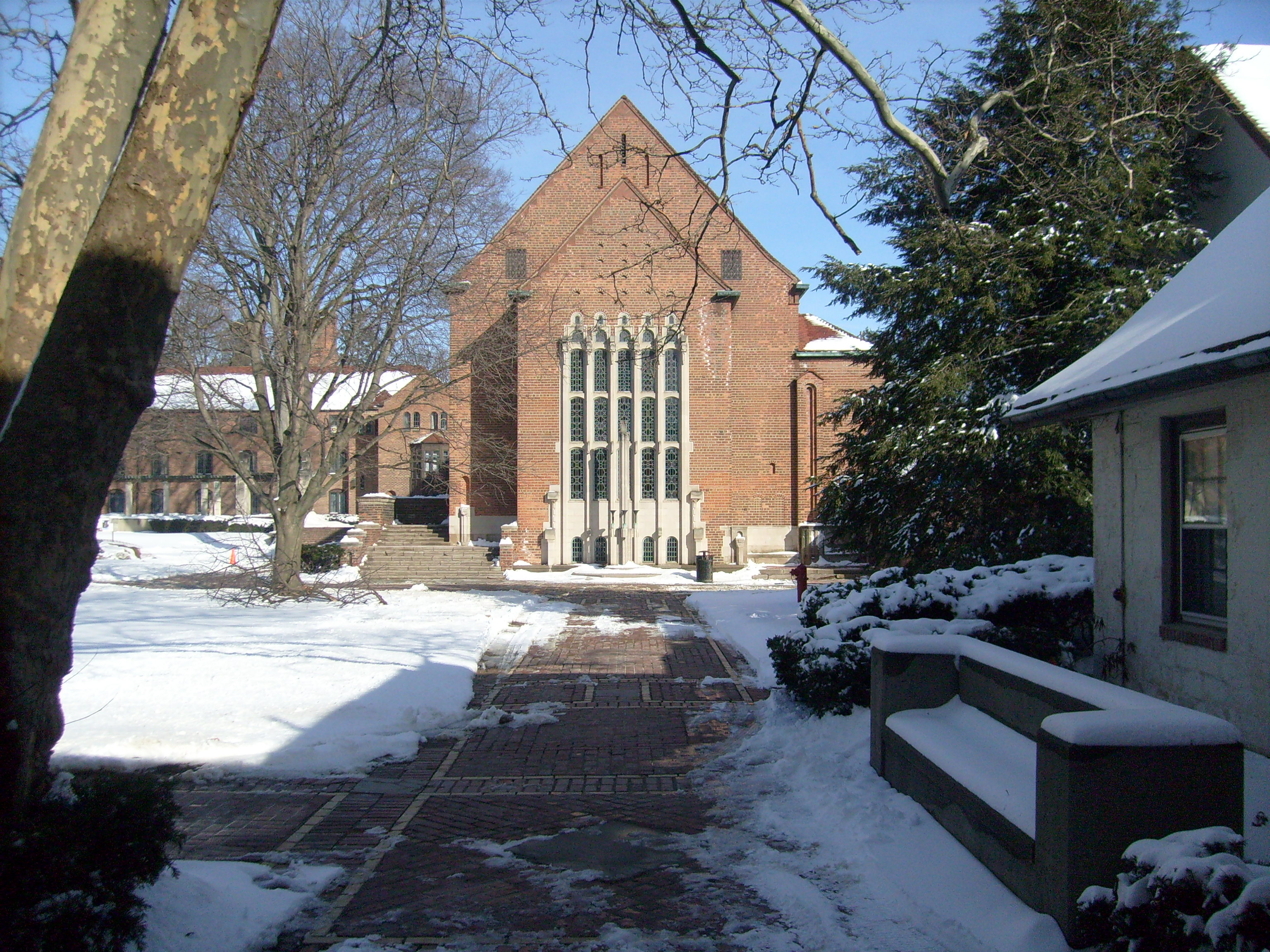
Dining Hall im Winter
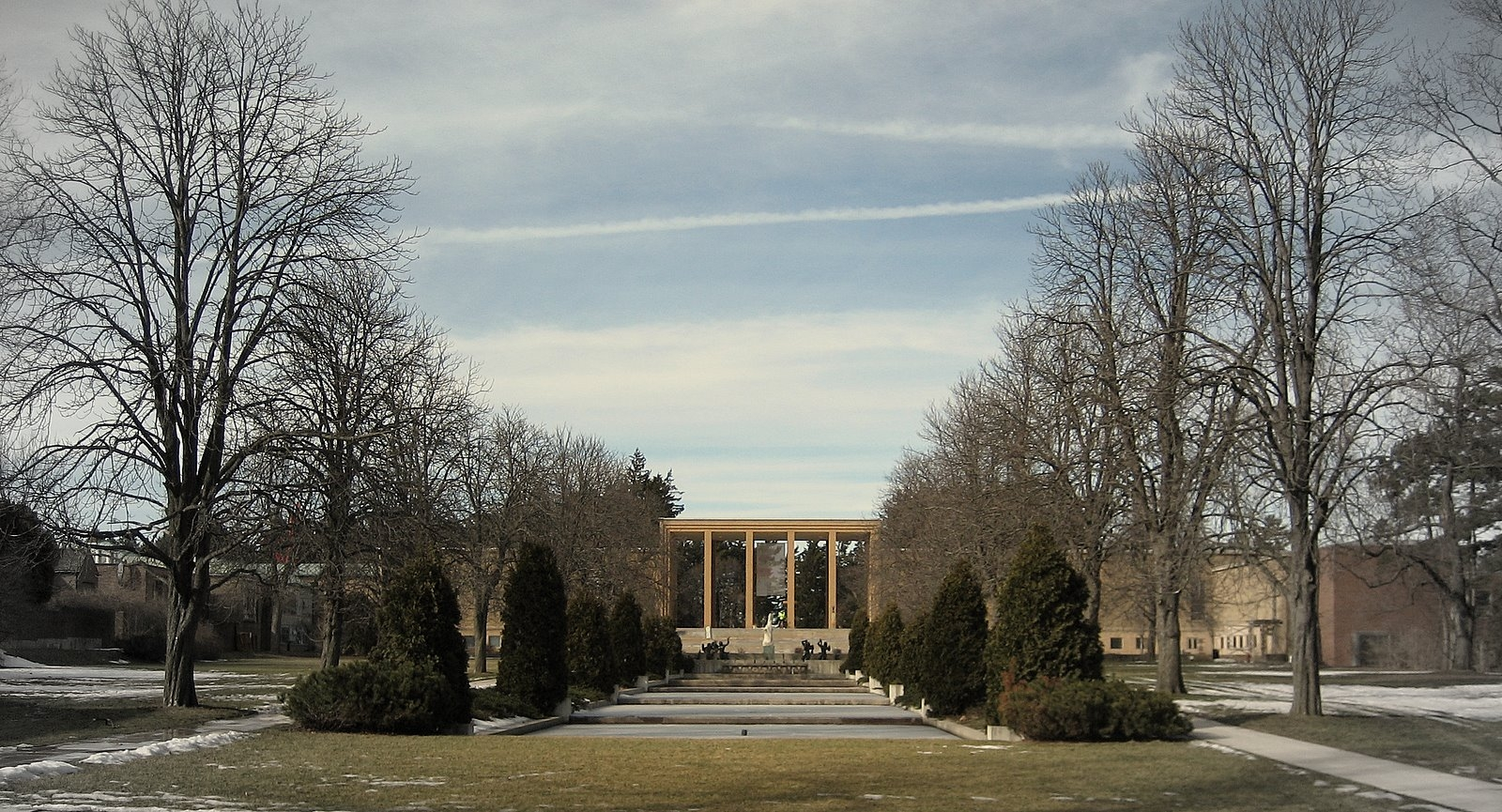
Das Cranbrook-Kunstmuseum

### Bekannte ehemalige Schüler und Studenten
- Eero Saarinen – Architekt (besuchte die Cranbrook Academy of Art; wuchs auf dem Cranbrook-Campus, der von seinem Vater Eliel Saarinen entworfen wurde, auf)
- Julian Seymour Schwinger – (1932) Nobelpreisträger (Physik, 1965) zusammen mit Richard Feynman für die Quantenelektrodynamik
- William Talman – (1932) Schauspieler
- Florence Knoll – (1934) Designer
- Bob Bemer – (1936) Computer-Pionier
- Harry Bertoia – (1937) Möbeldesigner
- Edmund Bacon – (1938) Architekt, Vater von Kevin Bacon
- Charles Eames – (1940) Designer und Architekt
- Natalie Zemon Davis – (1945) Historikerin
- Ruth Adler Schnee – (1946) Textildesignerin und Innenarchitektin
- Daniel Ellsberg – (1948) Journalist and Publizist der Pentagon Papers
- Alan K. Simpson – (1950) U.S. Senator (R-Wyoming), 1979–1997
- Duane Hanson – (1951) Künstler
- Ward Just – (1953) Autor
- Ivan F. Boesky – (1955; verließ Cranbrook ohne Abschluss) Börsen-Spekulant
- Pete Dawkins – (1955) Gewinner der Heisman Trophy, Rhodes Stipendiat; ehemaliger General
- Thomas McGuane III – (1958) Autor
- Edmund White III – (1958) Autor
- Michael Moriarty – (1958) (verließ Cranbrook ohne Abschluss) Schauspieler
- Joel E. Cohen – (1961) Mathematiker
- Tod Williams – (1961) Architekt
- Charles Bigelow – (1963) Schrifthistoriker
- Taro Yamasaki – (1964) Gewinner des Pulitzer-Preises für Photojournalismus
- Mitt Romney – (1965) Ehemaliger Gouverneur von  Massachusetts, Kandidat für die amerikanischen Präsidentschaftswahlen 2012 und ehemaliger Kandidat für die amerikanischen Präsidentschaftswahlen 2008.
- Reed Slatkin – (1967) Gründer von EarthLink
- Michael Kinsley – (1968) Journalist (Gründer des Online-Magazins Slate, Fernsehmoderator)
- Ann Romney – (1968) Frau von Mitt Romney
- Mary Fisher – (1966) Gründer von Family AIDS Network, Tochter von Multi-Millionär Max Fisher
- Bing Gordon – (1968) Chief Creative Officer, Electronic Arts
- Jeffrey Dearth – (1968) Ehemaliger Herausgeber der Zeitschrift The New Republic
- Sven Birkerts – (1969) Autor
- Brad Leithauser – (1971) Autor
- Scott McNealy – (1972) CEO von Sun Microsystems
- Dey Young – (1973) Schauspielerin
- Bill Prady – (1977) Drehbuchautor und Filmproduzent
- Douglas Sills – (1978) Schauspieler
- Amy Denio – (1979) Musikerin
- Rick Schaden – (1982) Gründer der Fast-Food-Kette Quiznos
- Alexi Lalas – (1988) Ehemaliger Fußballprofi, Manager der Los Angeles Galaxy
- Renée Elise Goldsberry – (1989) Schauspielerin
- Selma Blair – (1990) Schauspielerin (u. a. Eiskalte Engel)
- Elizabeth Berkley – (1990) Schauspielerin (u. a. Showgirls)
- Todd Kessler – (1990) Drehbuchautor (erfand die Fernsehserie Damages – Im Netz der Macht)
- Gabriel Nguema Lima – (1993) Sohn von Präsident Teodoro Obiang Nguema Mbasogo von Äquatorialguinea (1979 – heute); stellvertretender Energieminister in Äquatorialguinea
- Jaime Ray Newman – (1996) Schauspielerin

## Weitere Personen mit Beziehung zu Cranbrook
- Eliel Saarinen – Architekt, plante als Architekt den Großteil des Cranbrook-Campus.
- Leonard Bernstein – Komponist, komponierte Teile des Musicals West Side Story auf dem Cranbrook-Campus.[2]
- Daniel Libeskind – Architekt, von 1978 bis 1985 Dekan an der Cranbrook Academy of Art.
- Yoko Ono – Künstlerin, Kunstausstellung im Jahre 1989.
- Papa Doc – Fiktive Figur aus dem Oscar-prämierten Film 8 Mile, in welchem sich der Rapper Eminem lustig über Papa Doc macht, weil dieser die Cranbrook School besucht hat.